# Archidiocèse de Montes Claros
L'archidiocèse de Montes Claros (en latin, Archidioecesis Montisclarensis) est une circonscription ecclésiastique de l'Église catholique au Brésil.
|  |  |

Son siège se situe dans la ville de Montes Claros, dans l'État du Minas Gerais.
Son archevêque est depuis 2022 José Carlos de Souza Campos (pt). 